# Liste der Baudenkmale in Möllenbeck (bei Neustrelitz)
In der Liste der Baudenkmale in Möllenbeck sind alle denkmalgeschützten Bauten der Gemeinde Möllenbeck (Mecklenburg-Vorpommern) und ihrer Ortsteile aufgelistet. Grundlage ist die Veröffentlichung der Denkmalliste des Landkreises Mecklenburg-Strelitz mit dem Stand vom 18. März 2011. 

## Baudenkmale nach Ortsteilen

### Möllenbeck
| ID | Lage                     | Bezeichnung                                                              | Beschreibung | Bild                                                                     |
| -- | ------------------------ | ------------------------------------------------------------------------ | ------------ | ------------------------------------------------------------------------ |
|    |                          | Chausseehaus mit Stall                                                   |              |                                                                          |
|    | Dorfstraße 18 (Karte)    | Schnitterkaserne                                                         |              |                                                                          |
|    | Dorfstraße 23/24 (Karte) | Inspektorenhaus mit Stall                                                |              |                                                                          |
|    | (Karte)                  | Gutspark                                                                 |              |                                                                          |
|    | (Karte)                  | Kirche mit Trockenmauer, Kastanienhain und Grabkapelle von Borck (Ruine) |              | Kirche mit Trockenmauer, Kastanienhain und Grabkapelle von Borck (Ruine) |
|    |                          | Meilenstein (beim Chausseehaus)                                          |              |                                                                          |
|    | (Karte)                  | Wegweiserstein (Kreuzung im Ort)                                         |              |                                                                          |

### Quadenschönfeld
| ID | Lage                   | Bezeichnung                                     | Beschreibung | Bild                                            |
| -- | ---------------------- | ----------------------------------------------- | --- | ----------------------------------------------- |
|    | (Karte)                | Bahnhof mit Pflasterung, Pumpe, Gleiskörperrest | 2-gesch. Backsteinbau von um 1892 mit 1-gesch. Fachwerkanbauten | Bahnhof mit Pflasterung, Pumpe, Gleiskörperrest |
|    | (Karte)                | Gutsanlage mit 9A - E                           | |                                                 |
|    | Dorfstraße 556 (Karte) | Gutshaus                                        | Klassizistisches, 2-gesch., 13-achs. sanierter Putzbau von um 1800 und Umbau von 1890/98 mit 3-gesch. Mittelrisalit, Mansarddach und Sockelgeschoss, nach 1945 Wohnhaus und Gaststätte; Gut der Familien von Warburg (1774–1877) und von Bernstorff (1883–1945). | Gutshaus                                        |
|    | (Karte)                | Park                                            | |                                                 |
|    | Dorfstraße 560 (Karte) | Molkerei                                        | |                                                 |
|    |                        | Schmiede                                        | |                                                 |
|    | Dorfstraße 558 (Karte) | Garage                                          | |                                                 |
|    | (Karte)                | Kirche mit Feldsteinmauer                       | Dorfkirche Quadenschönfeld | Kirche mit Feldsteinmauer                       |

### Stolpe
| ID | Lage                  | Bezeichnung                            | Beschreibung | Bild |
| -- | --------------------- | -------------------------------------- | ------------ | ---- |
|    | Dorfstraße            | Speicher des Gutes                     |              |      |
|    | Dorfstraße 23 (Karte) | ehem. Schule                           |              |      |
|    | (Karte)               | Park des Gutes                         |              |      |
|    |                       | Wegweiserstein (Abzweig Burg Stargard) |              |      |

### Warbende
| ID | Lage                  | Bezeichnung                                                                                            | Beschreibung | Bild             |
| -- | --------------------- | --- | ------------ | ---------------- |
|    | Dorfstraße 9 (Karte)  | Wohnhaus mit Anbau                                                                                     |              |                  |
|    | Dorfstraße 10 (Karte) | Pfarrhof mit                                                                                           |              |                  |
|    | (Karte)               | Pfarrhaus                                                                                              |              |                  |
|    |                       | Remise                                                                                                 |              |                  |
|    |                       | Wirtschaftsgebäude                                                                                     |              |                  |
|    |                       | Mauer und Linden                                                                                       |              |                  |
|    | Dorfstraße 11 (Karte) | Schule mit Nebengebäude                                                                                |              |                  |
|    | Dorfstraße 26 (Karte) | Holländerei                                                                                            |              |                  |
|    | Dorfstraße 33 (Karte) | Bahnhofsgebäude                                                                                        |              | Bahnhofsgebäude  |
|    | (Karte)               | Gutsanlage mit                                                                                         |              |                  |
|    |                       | Gutshaus                                                                                               |              |                  |
|    | (Karte)               | Pferdestall I, Pferdestall II, Schafstall, Kartoffelscheune, Alter Bullenstall, Haferscheune, Speicher |              |                  |
|    |                       | Mauer                                                                                                  |              |                  |
|    | (Karte)               | Kirche mit Mauer                                                                                       |              | Kirche mit Mauer |

## Quelle
- Karte der Baudenkmale im Geoportal des Landkreises